# 太白山
太白山（たいはくさん）は、宮城県仙台市太白区茂庭にある山である。山頂部にある三等三角点「生出森」の標高は320.61メートル（2014年4月1日）。太白区の名称はこの山の名に由来する。仙台富士または名取富士とも呼ばれる。

## 歴史
太白山はかつては「独活（うど）ヶ森」「おどが森」「生出森」と呼ばれていた。現在の山名は「太白星（金星）が落ちて出来た山」という伝承に由来する。
この言い伝えについて言及した古い文献として、江戸時代に仙台藩の儒学者佐久間洞巖が著した地誌『奥羽観蹟聞老志』がある。この地誌は、この山に巨人や仙人がいたとする伝説も紹介している。また、太白山の名は、中国の王朝唐の都長安の西に位置する道教の聖地「太白峰」になぞらえたものでもあるという。ただ、江戸時代の絵図ではこの山は「ウトガ森」と表されていた。太白山という呼び名が定着するのは明治時代以降だろうと考えられている。
太白山は仙台市周辺の平野部の広い範囲から眺められる。その姿は縄文時代から人々の親しみと信仰の対象となってきたと考えられており、平安時代初期の大同2年（807年）には山頂に貴船神社（北緯38度14分5.8秒 東経140度48分7.6秒 / 北緯38.234944度 東経140.802111度）が祀られ、奥州合戦最中の文治5年（1189年）には源頼朝が鶴岡八幡宮勧請した生出森八幡神社（岳宮、里宮）も鎮座する。また、仙台市や名取市の沖合いからも太白山を確認することができ、江戸時代には千石船がこの山を航海における目印の一つとして見ていたと伝わる。また、閖上周辺の漁業では太白山を基準の一つとして漁場の確認を行っていたという。

## 登山道
太白山の入口は茂庭台入口と人来田団地入口の二箇所がある。また、太白団地からは自然観察の森経由で登山口に行くことができる。すべて車での乗り入れが可能であり、生出森八幡神社の鳥居前には駐車場もある。山頂への道は、鳥居をくぐり、生出森八幡神社を経由して、山の東側から岩場の急傾斜を登る。山頂から北東方向に伸びる尾根に出ると傾斜が緩み、すぐに山頂に至る。なお、鳥居前の駐車場から少し西側に寄ったところに、もう一つの登山道の入り口がある。こちらは獣道に近い状態で、山頂直下から西南方向に伸びる尾根を登っている。歩く人は少ないが、ワイルドな趣があり、カモシカを見かけることもある。山頂直下はかなりの急傾斜になり、手がかり足がかりを求めて登ることになる。山頂の貴船神社の祠のすぐ横に出る。
- 茂庭台側入口

宮城県道31号仙台村田線茂庭台北入口交差点手前
- 人来田側入口

やまびこ幼稚園前

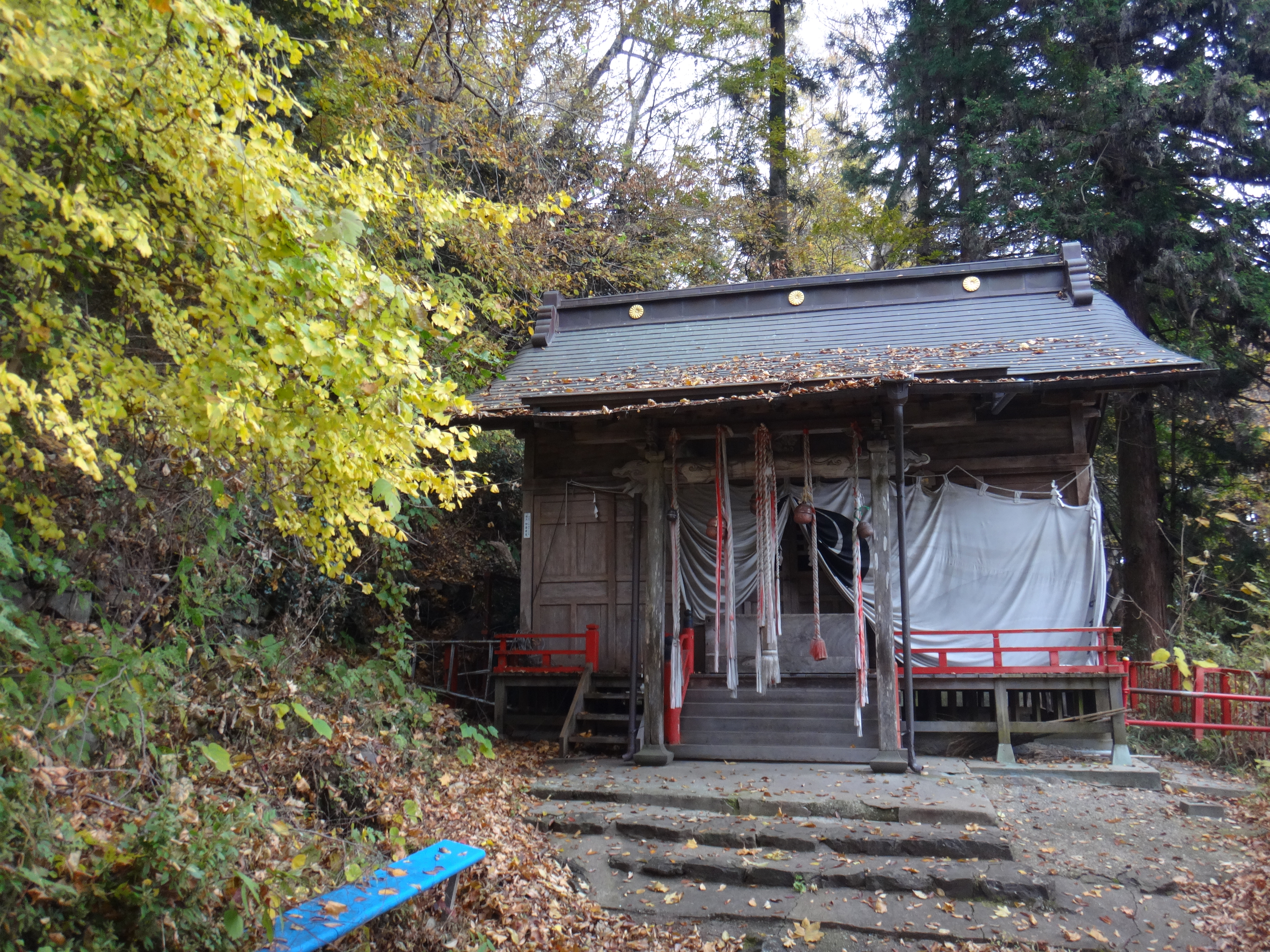
中腹にある生出森八幡神社
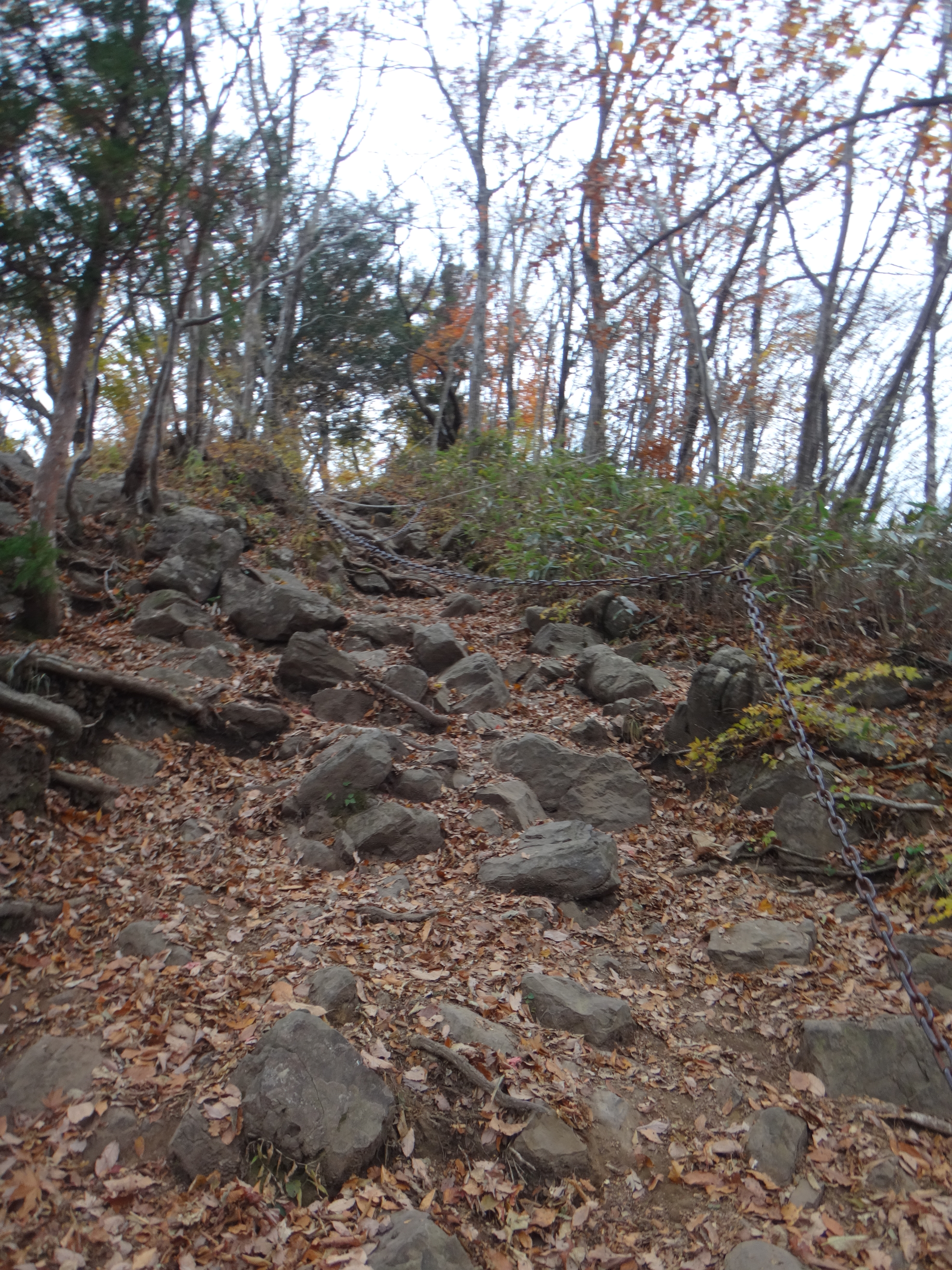
山頂直下の鎖場
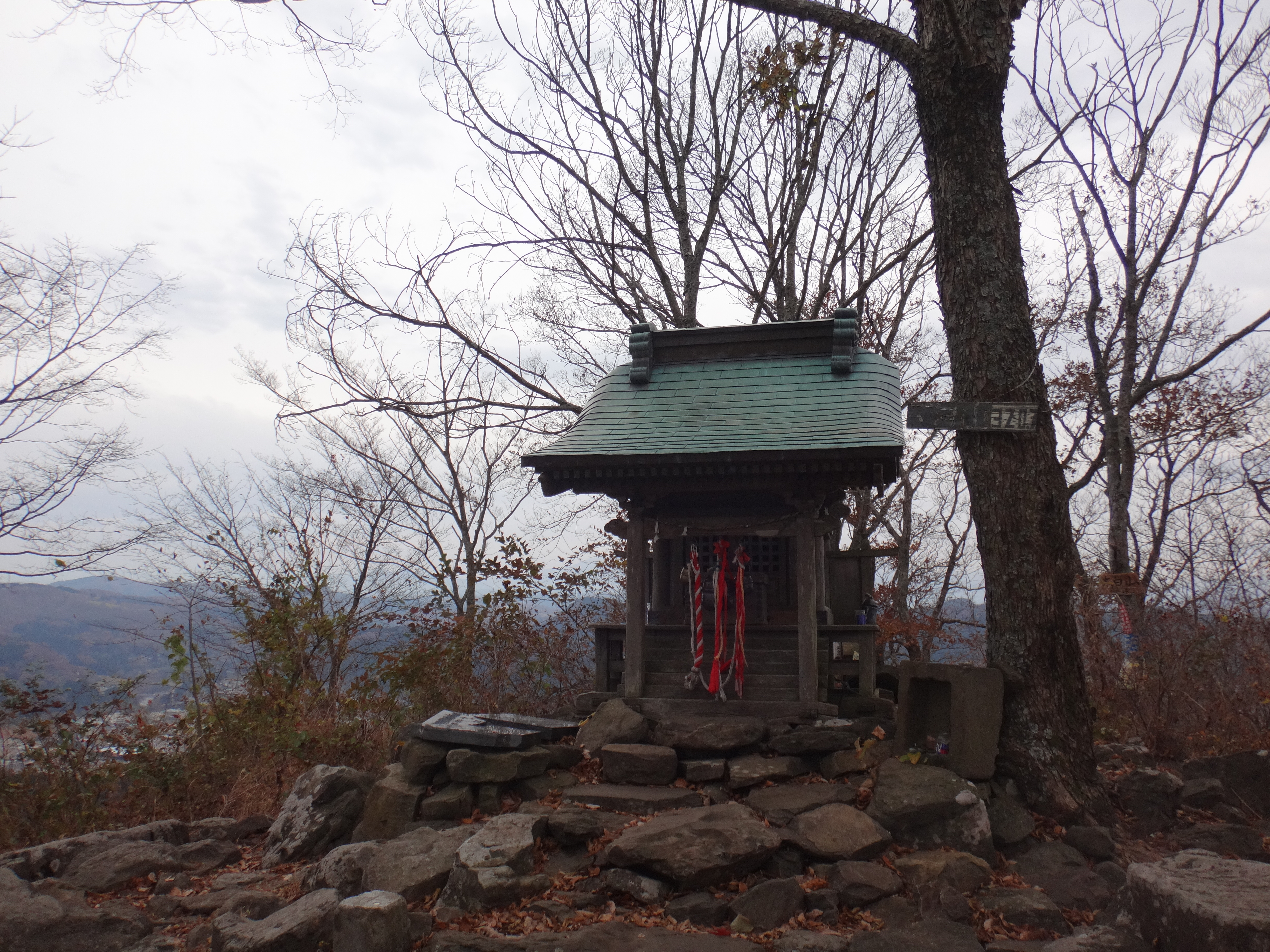
山頂の貴船神社
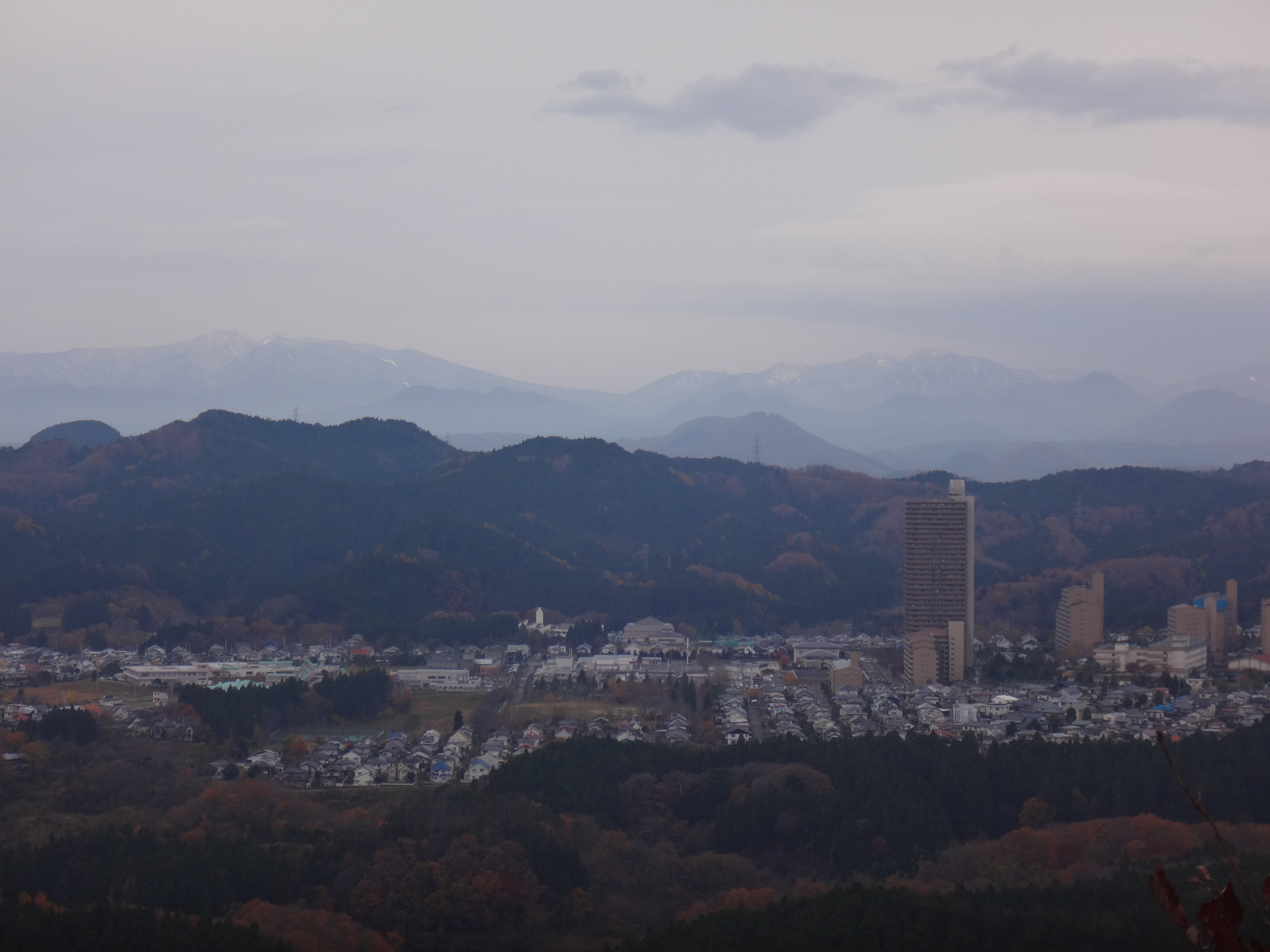
山頂から見た茂庭台
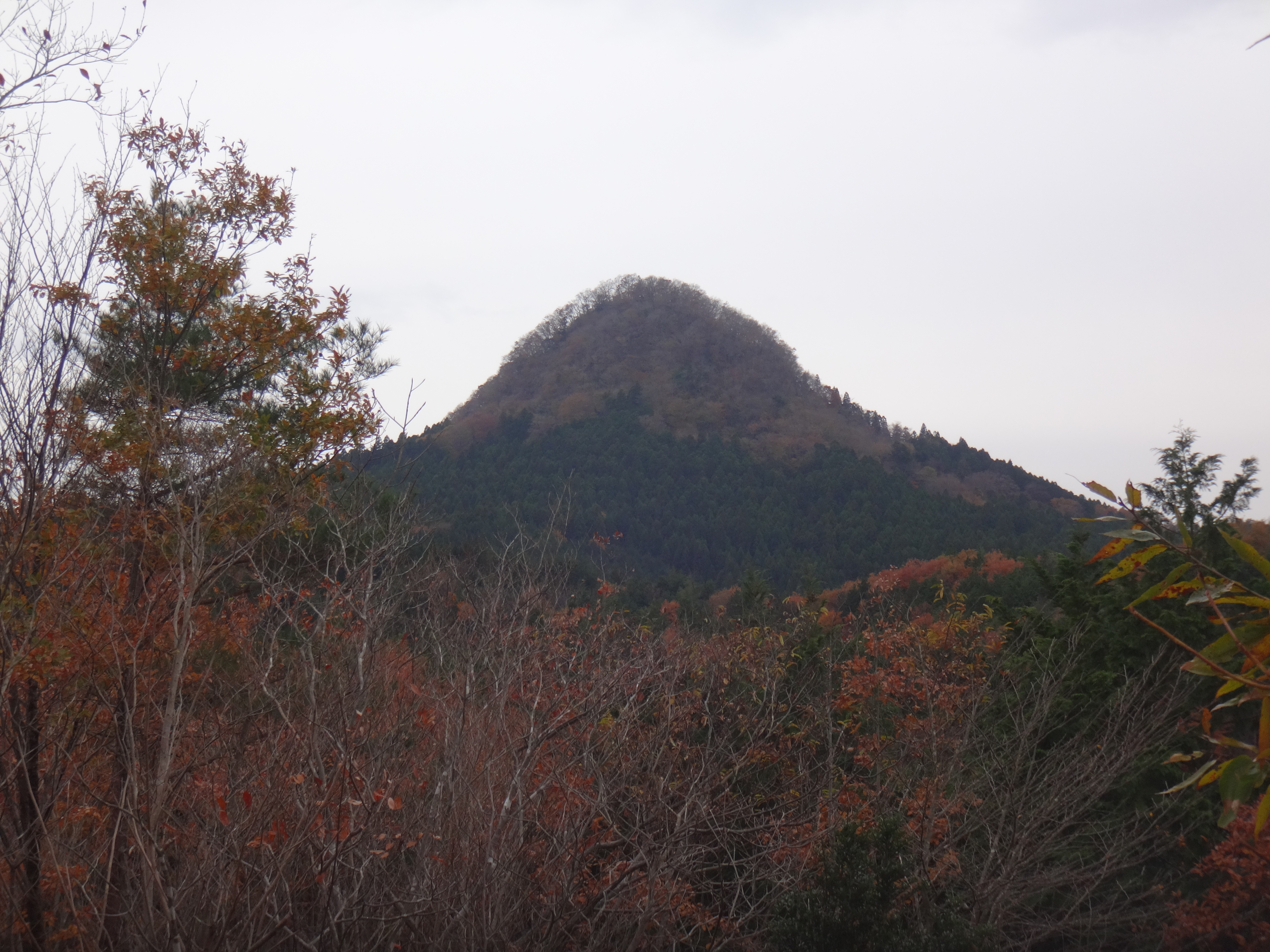
見晴らし道から見た太白山

## 周辺
東側の山麓には仙台市管理の「太白山自然観察の森」（北緯38度14分20.9秒 東経140度48分51.5秒 / 北緯38.239139度 東経140.814306度）があり、茂庭台小学校や太白小学校、人来田小学校の校外学習の場として利用されている。
太白山麓（仙台市道茂庭佐保山線）は国道286号線の裏道として高校生などの地元住民に利用されている。砂利道ではあるものの車一台分の通行スペースはあり、茂庭台と太白団地を結んでいる。ただし、きちんと整備されている道路ではないため冬場は積雪により通行不能となることもしばしばある。
- 宮城交通 山田自由ヶ丘車庫
- 東北自動車道・仙台南IC
- 宮城県仙台西高等学校
- 太白団地
- 茂庭台団地